# Minos

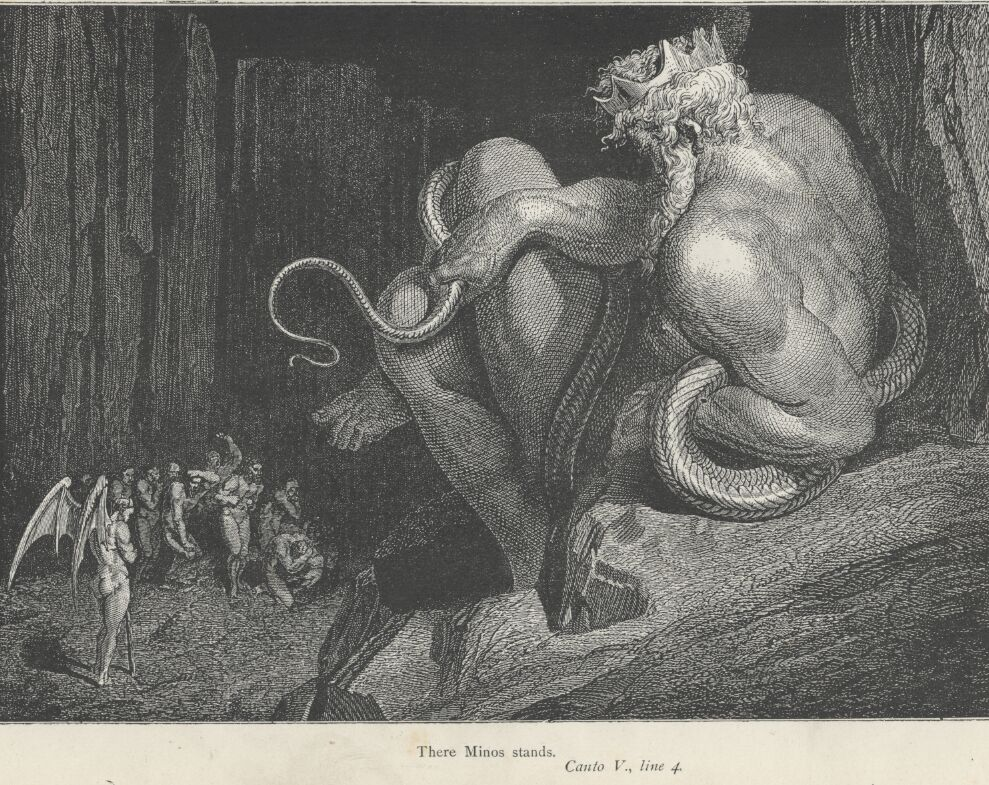
Il·lustració de Gustave Doré

En la mitologia grega, Minos (en grec Μίνως, en llatí Mīnōs) era un rei llegendari de Creta, fill de Zeus i Europa. La civilització minoica rep el nom d'aquest rei. La seva muller fou Pasífae, i tingueren molts fills, com ara Ariadna, Androgeu, Fedra, Catreu, Glauc de Creta, Deucalió…
Minos, amb els seus germans Radamantis i Sarpèdon, fou criat pel rei Asterió de Creta. Quan va morir, donà el tron a Minos, el qual desterrà els seus germans.
No queda gaire clar si Minos és un nom o si era la paraula cretenca per a 'rei'. Els investigadors han advertit la interessant semblança entre Minos i els noms d'altres antics reis fundadors, com Menes d'Egipte, Mannus d'Alemanya, Manu de l'Índia, Moisès del judaisme...

## Història

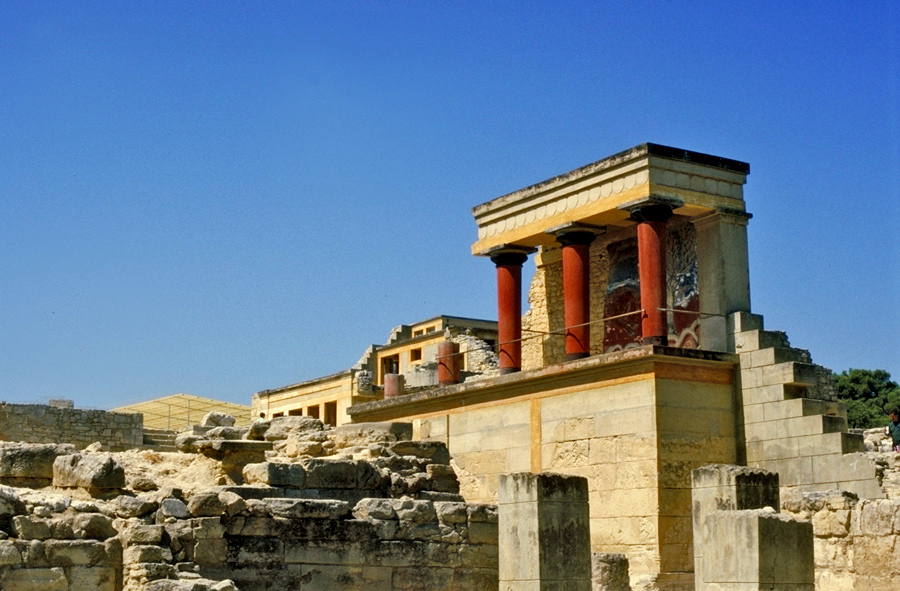
Palau de Minos a Cnossos

Minos regnà a Creta i a les illes de la mar Egea tres generacions abans de la Guerra de Troia. Vivia a Cnossos en períodes de nou anys, i quan s'acabava el termini es retirava a una cova sagrada on rebia instruccions de Zeus sobre el govern que donaria a l'illa. Fou l'autor de la constitució cretenca i el fundador de la supremacia naval.
En la tradició àtica i en l'etapa atenenca Minos és un cruel tirà, el demandant del tribut de joves atenencs que alimentaven el minotaure.
La major part dels mitòlegs considerava que només hi hagué un rei anomenat Minos. Tanmateix, hi ha una tradició que tractava de conciliar els aspectes contradictoris de la seva personalitat, i també pretenia explicar com Minos podia haver governat Creta durant un període que sembla abastar diverses generacions. Aquesta versió assumia que hi hagué dos reis amb el nom de Minos. Segons aquesta interpretació, el primer rei Minos fou el fill de Zeus i Europa i germà de Radamantis i Sarpèdon. Fou el rei Minos estimat pels déus olímpics que, després de morir, el convertiren en un dels tres jutges dels morts, juntament amb el seu germà Radamantis i el germanastre Èac. Es deia que la dona d'aquest Minos fou Itone (filla de Licti) o Creta (una nimfa, filla del seu padrastre Asterió), i que tingué un fill únic anomenat Licast, el seu successor com a rei de Creta. Licast tingué amb la seva dona Idea (filla de Coribes) un fill que anomenà Minos, en honor de son avi.
Aquest segon rei Minos és el fill de Licast, i fou un personatge molt més estrambòtic que el seu pare i avi. Se li deuen els mites de Teseu, Pasífae, el minotaure, Dèdal i Ícar, Glaucos i Nisos.
A diferència del seu avi, tingué nombrosos fills, entre els quals es troben Androgeu, Ariadna, Fedra… tots amb la seva dona Pasífae.
Fou l'avi del rei Idomeneu, que portà els cretencs a la Guerra de Troia.
Atès que posteriorment se suposà que l'intercanvi amb els fenicis tingué un paper important en el desenvolupament de l'illa, a vegades es diu que Minos era fenici. No hi ha dubte sobre l'escenari històric de la llegenda: nous descobriments a Creta proven l'existència d'una civilització concorde amb les llegendes, i fa que sembli probable que no sols Atenes sinó fins i tot Micenes estiguessin alguna vegada sotmeses als reis de Cnossos, de tots els quals Minos fou el més important.
A la vista de l'esplendor i l'àmplia influència de les restes arqueològiques datades de l'edat del bronze que descobrí a Creta Arthur Evans el 1900, es donà a la nova civilització descoberta un derivat de Minos: minoica.
Es deia que Minos havia mort a Camic (Sicília), on havia estat perseguint Dèdal, que havia donat a Ariadna el fil amb què es guià Teseu al laberint. El mataren les filles de Còcal, rei d'Agrigent, que vessaren aigua bullent sobre ell mentre es banyava. Més tard, les seves restes van ser tornades als cretencs, que les posaren en un sarcòfag en què fou escrit: «tomba de Minos, fill de Zeus».
Les més antigues llegendes mostren Minos com un benèvol governant, legislador i supressor de la pirateria. Es deia que la seva constitució havia format la base de la de Licurg. D'acord amb aquestes idees, després de la seva mort es convertí en el jutge de les ombres a l'inframon, juntament amb Radamantis i Èac.

## Mitologia sobre els fills de Minos

### Glauc
Un dia, Glauc de Creta, fill de Minos, estava jugant amb una pilota o un ratolí i, de sobte, va desaparèixer. Els seus pares van anar a l'oracle de Delfos, que els va dir: «una meravellosa criatura ha nascut entre vosaltres: qui trobi l'autèntic semblant d'aquesta criatura trobarà també el nen». Aquest oracle va ser interpretat com una referència a un vedell acabat de néixer al ramat de Minos.
Tres vegades al dia, el vedell canviava de color de blanc a vermell i de vermell a negre. Poliïdos va advertir la similitud amb la maduració del fruit de l'esbarzer i Minos va enviar a buscar Glauc. Buscant-lo, Poliïd va veure un mussol allunyant abelles d'un celler del palau de Minos. Dins d'aquest hi havia una bota de mel, dins de la qual va trobar mort Glauc.
Minos va exigir que se li tornés la vida a Glauc, però Poliïd s'hi oposà. Mentre Minos abraçava el cadàver del seu fill va aparèixer una serp, a la qual Poliïd va matar amb l'espasa de Minos. Va aparèixer llavors una altra serp que, en veure la primera morta, va marxar i va tornar amb una herba amb la qual la va ressuscitar. Seguint aquest exemple, Poliïd va usar la mateixa herba per ressuscitar Glauc. Minos va refusar permetre a Poliïd abandonar Creta fins que hagués ensenyat a Glauc tot el que sabia. Poliïd així ho va fer, però llavors, en l'últim segon abans de marxar, va demanar a Glauc que li escopís a la boca. Glauc així ho va fer, i d'aquesta manera retornà a Poliïd tot el que li havia ensenyat.

### Posidó, Dèdal i Pasífae
El rei Minos va prometre a Posidó que sacrificaria el primer ésser que sortís del mar. Posidó va fer sortir el brau de Creta, però Minos el va trobar tan bell que el va incorporar als seus ramats i el déu, enfurismat, va fer que la reina Pasífae, esposa del rei Minos, s'enamorés de l'animal. Dèdal va construir una vaca de fusta, dins de la qual s'amagava Pasífae. El brau s'aparellava amb la vaca de fusta i Pasífae va quedar embarassada; parí un monstre meitat home i meitat brau: el minotaure. Posteriorment, Minos va autoritzar Hèracles a capturar el brau amb el qual s'havia aparellat Pasífae, una acció què va constituir un dels seus dotze treballs. Dèdal va construir llavors un complicat laberint, on Minos tancà el minotaure. Teseu va matar el minotaure i Minos, furiós, va empresonar Dèdal i el seu fill, Ícar, al laberint. Dèdal i Ícar van fugir utilitzant unes ales que Dèdal va construir per emular les aus, però les d'Ícar es van fondre, perquè va volar massa prop del sol. Ícar va caure al mar i es va ofegar.

### Teseu
Androgeu, fill de Minos, havia guanyat els jocs Panatenaics, moment de gran glòria que va aprofitar Egeu, rei d'Atenes, per reptar-li a lluitar contra el brau de Marató, que estava assolant aquesta part de l'Àtica. La terrible bèstia va posar fi a la vida del príncep, o segons una altra versió, aquest va morir a mans dels altres competidors dels jocs, gelosos de la seva victòria. El rei Minos va utilitzar l'excusa de la mort del seu fill per llançar la seva poderosa flota contra les costes de Grècia; conquerí Mègara i condemnà a l'aïllament Atenes, que va patir la fam i les epidèmies. Els atenencs van consultar l'oracle i aquest els va aconsellar que acceptessin el que els proposés Minos si volien acabar la guerra. Així, van acceptar l'humiliant tribut que els va imposar el rei de Creta per signar la pau: cada any havien d'enviar set joves i set donzelles (que es correspon directament amb l'obsessiu registre de les alineacions lunars per part dels minoics: una lluna plena cau sobre els equinoccis un cop cada vuit anys) perquè fossin devorats pel Minotaure. El tribut se suspendria si algun d'ells aconseguia escapar del laberint. Per lliurar la seva ciutat d'aquesta càrrega, Teseu, fill únic d'Egeu, va anar a Creta. Un cop allà, s'enamorà d'ell Ariadna, la filla de Minos, que li va oferir ajuda: una espasa màgica amb la qual vèncer el monstre i un cabdell amb el qual guiar-se per sortir del laberint. Seguint aquesta estratègia, Teseu elimina el tribut imposat per Minos.

### Nisos
Minos també va prendre part en la història del rei Nisos. Nisos era rei de Mègara, i invencible sempre que conservés un floc de cabells roigs, amagat rere els cabells blancs. Minos atacà Mègara, però Nisos sabia que no podia ser vençut, perquè continuava tenint el floc de cabells roigs. La seva filla, Escil·la, s'enamorà de Minos i demostrà el seu amor tallant el floc del seu pare. Nisos va morir i Mègara va caure a Creta. Minos matà Escil·la per haver desobeït son pare. Més endavant, la filla fou transformada en au marina, perseguida sense cessar pel seu pare, que era una àguila de mar.

### La mort de Minos
Minos va buscar Dèdal de ciutat en ciutat, proposant una endevinalla: oferia un cargol espiral i demanava que fos enfilat completament. Quan va arribar a Camico a Sicília, el rei Còcal, sabent que Dèdal seria capaç de resoldre l'endevinalla, va buscar l'ancià. Aquest va lligar un fil a una formiga que va recórrer tot l'interior de la closca, enfilant-la completament. Minos va saber llavors que Dèdal estava a la cort del rei Còcal i va exigir que li fos lliurat. Còcal va aconseguir convèncer-lo que prengués primer un bany, i les seves filles el van matar cremant-lo en aigua bullent. Després de la seva mort, Minos es va convertir en jutge dels morts a l'Hades, juntament amb Éaco i Radamantis. Radamantis jutjava les ànimes dels orientals, Èac la dels occidentals i Minos hi tenia el vot decisiu.